# Araucària del Brasil

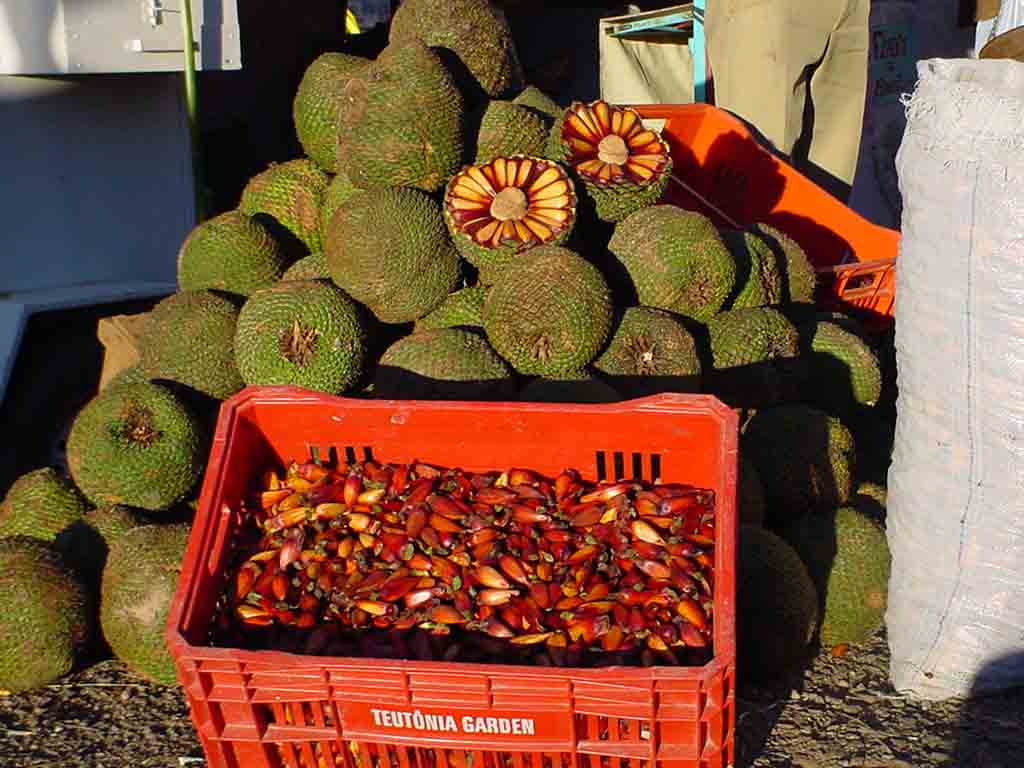
Pinyes i pinyons (Araucaria angustifolia).

L'araucària del Brasil (Araucaria angustifolia) és una espècie de conífera de la família de les araucariàcies (Araucariaceae). També es coneix com a pi del Brasil.

## Descripció
És un arbre perennifoli de fins a 40 m d'alt i amb un tronc d'1 m de diàmetre. Les fulles són gruixudes en forma d'esquama i triangulars, de 3–6 cm de llarg i 5–10 mm d'ample a la base.

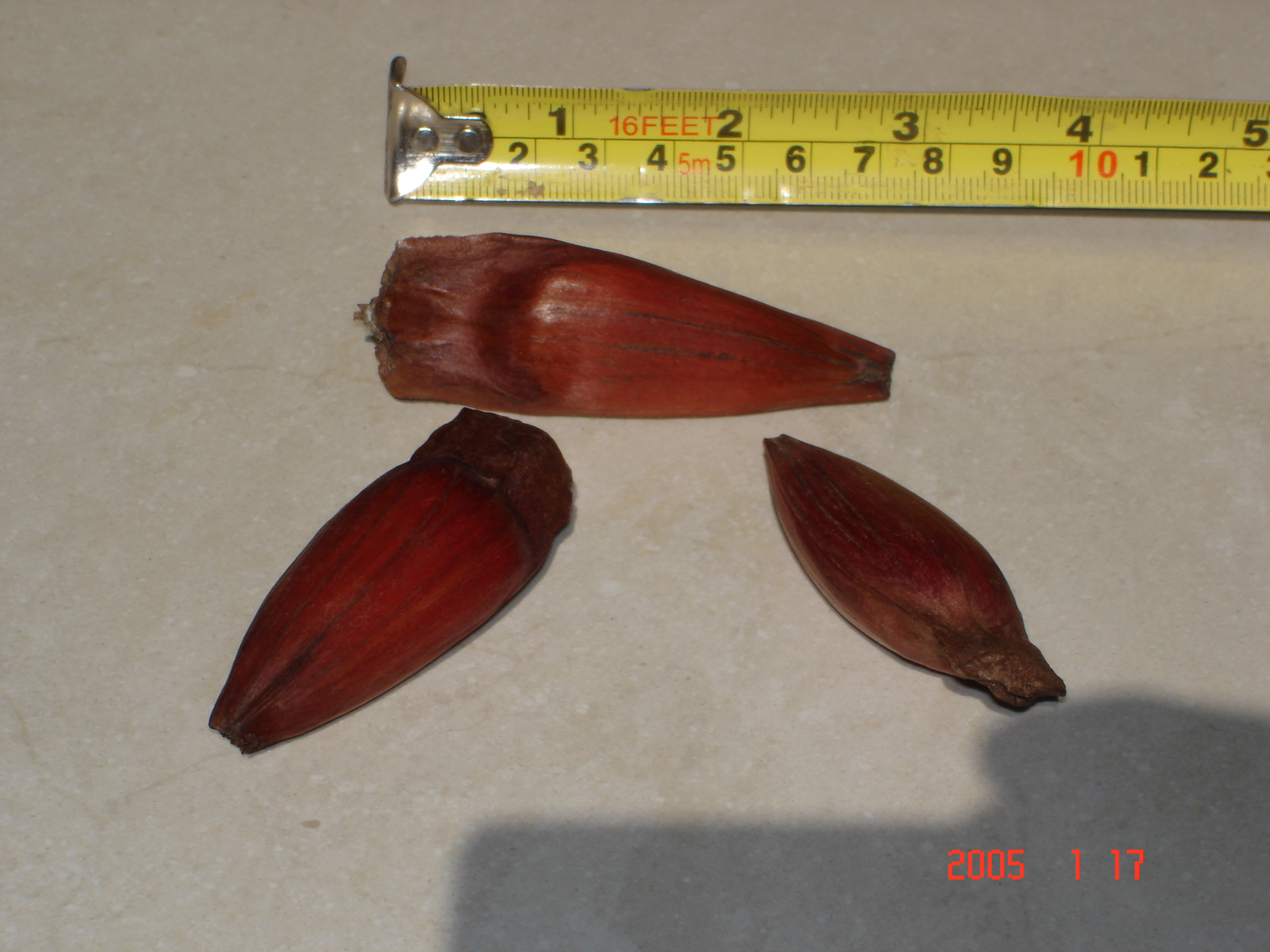
Pinyons dA. angustifolia.

Normalment és dioic. Les pinyes masculines fan de 10–18 cm de llargada. Les pinyes femenines fan 18–25 cm de diàmetre i porten unes 100–150 llavors. Els pinyons són comestibles i fan 5 cm de llarg.

## Distribució
La seva distribució original ocupava una superfície de 233.000 km², és originària del sud del Brasil i de vegades es troba a gran altitud a Minas Gerais, i al sud dels estats de Rio de Janeiro i de São Paulo, però més típicament als estats de Paranà, Santa Catarina i Rio Grande do Sul.

## Hàbitat
Requereix un clima subtropical amb abundant pluviometria, tolera glaçades ocasionals de −5 °C a -20 °C.

## Taxonomia
Araucaria angustifolia va ser descrita per (Bertol.) Kuntze i publicat a Revisio Generum Plantarum 3(3): 375, a l'any 1898.
Està estretament relacionat amb Araucaria araucana.
Etimologia
Araucaria: nom genèric que prové dels araucans.
angustifolia: epítet llatí que significa "amb fulles estretes".
Sinonímia
Els següents noms són sinònims d'Araucaria angustifolia:
- Araucaria angustifolia var. alba Reitz
- Araucaria angustifolia var. caiova Reitz
- Araucaria angustifolia var. caiuva Mattos
- Araucaria angustifolia f. catharinensis Mattos
- Araucaria angustifolia var. dependens Mattos
- Araucaria angustifolia var. indehiscens Mattos
- Araucaria angustifolia var. monoica Reitz
- Araucaria angustifolia var. nigra Reitz
- Araucaria angustifolia var. sancti-josephi Reitz
- Araucaria angustifolia var. semialba Reitz
- Araucaria angustifolia var. stricta Reitz
- Araucaria angustifolia var. vinacea Mattos
- Araucaria brasiliana A.Rich.
- Araucaria brasiliana var. elegans (Carrière) L.H.Bailey & Raffill
- Araucaria brasiliensis G.Don
- Araucaria dioica (Vell.) Stellfeld
- Araucaria elegans Carrière
- Araucaria ridolfiana Pi.Savi
- Araucaria saviana Parl.
- Columbea angustifolia Bertol.
- Columbea brasiliana (A.Rich.) Carrière
- Pinus dioica Vell.
- Pinus dioica Vell.